# 모리타카 치사토
모리타카 치사토(일본어: 森高 千里, 1969년 4월 11일 ~ )는 일본의 가수이다. 남편은 배우 에구치 요스케이다.

## 내력
1969년 오사카부 이바라키시에서 태어났다. 어릴 적에 집안이 구마모토현 구마모토시로 이사했다. 규슈 대학 여자 1986년 여름에 の 학교, 오쓰카 제약이 주최한 "포카리 스웨트 이미지걸 콘테스트"에서 그랑프리를 수상했다. 이 대회에서 심사 위원을 맡고 있었던 이토이 시게사토와 CM에 출연하였다. 그해 겨울에 연예 활동을 본격적으로 하기 위해 상경했다. 큐슈 여학교를 중퇴하고 堀越学園에 편입했다.

### 1980년대
1987년 봄 영화 '그 녀석에게 사랑을 하고'에 여주인공 역으로 출연, 같은 해 5월 25일이 영화의 주제가 "NEW SEASON"로 데뷔 (영화 개봉은 5월 30일). 처음에는 배우 탤런트 활동과 양립하며 가수 활동을 하고 있었지만, 동년 9월 7일 시부야 LIVE INN에서 첫 라이브를 계기로 서서히 가수 활동에 중점을 두게된다.
1988년 앨범 'The 미하』의 타이틀 트랙 "미하"에서 처음으로 작사를 다루어 참신한 가사가 화제가 되었다. 그해 여름, 투어 리허설 도중 복통으로 1 주일 입원 생활을 강요 당하고, 그것을 계기로 배우 탤런트 산업과 동시 활동을 포기하고 가수 활동에 전념하게 되었다. 이 시기의 입원 경험을 바탕으로 "자·스토레스"를 쓰고, 가사의 독특함을 주목 이후 거의 모든 작사를 스스로 담당하게 된다. 또한이 작품의 PV에서 모리 타카 치사토의 대명사가 되는 "코스프레"가 첫 등장.
1989년, 미나미 사오리 곡의 리메이크 "17만"이 히트하면서 일약 인기 음악가가 된다. '비실력파 선언' '동서고금'등의 작품으로 작사 센스가 높이 평가된다, 그러나 다른 한편으로, 초미니 웨이트리스 모습과 총 스팽글 의상 등의 코스프레에서 라이브를 하고, 때로는 의도적으로 팬티를 보이며 남성 팬들을 확보하고자 하였다.

### 1990년대
1992년 앨범 'ROCK ALIVE'에서 다시 싱글 컷된다 "내가 아줌마가되어도" 안타로 여성 팬들의 마음을 잡고 'ROCK ALIVE'투어[2]에서는 공연장에서 모리 타카와 같은 의상을 만들어 코스프레하는 여성 관객의 모습도 보였다. 같은 해 11월 앨범 '뻬빠란도'에서 대부분의 곡을 스스로 악기 연주 (기타베이스 피아노 드럼 등)을 하게 되고 그것까지박아주체의 사운드에서 生音 주체의 사운드로 노선 전환을 도모했다.
1993년 싱글 "渡良瀬橋" "바람을 맞으며"의 히트로 그 노선을 확립하고, 1994년턱관절 질환위해 예정되어 있던 전국 투어를 취소하고 2년간의 콘서트 휴직을 강요했다. 그동안뮤직 스테이션에서 건강 상태를 팬들에게보고하여 화제가되었다. 여행을 할 수 없는시기에는 아이 방송에서 "롯쿤 오믈렛"을 선보이며 팬층의 확대에 노력하고, 정교한 PV를 만들고, 자선 공연에 참가하는 등 다양한 활동을 지휘했다. 1997년, 1998년로손의 CM 시리즈호소노 하루 오미부부 역으로 출연하고, 나중에 공동 작업 앨범 '올 여름 모아베타'을 발표했다.
1999년 6월 3일, 1995년부터 교제를 계속하고 있던 배우에구치 요스케と し의 따의 귀화[3]. 2000년 2월에 장녀, 2002년 5월 장남을 출산. 1999년 말 출산 휴가에 들어와서는 육아에 전념하기 위해 가수 활동은 거의 휴업 상태에 있는[4].
이러한 스타일로 자신의 작품에서 스스로 연주를 하고 있지만, 1998년에 발매된이즈 미야 시게루앨범 "나에게는 꿈이있다"드러머로 참여하는 등 다른 아티스트의 작품에 참여하는 일도 적지 않다.

### 2000년대
1 남 1 녀의 어머니가 된 모리 타카는 육아를 중심으로 잡지 연재 베스트 앨범 녹음과송출출연 등의 활동을 하고있다. 또한2005에 발매된토와 테이앨범 'FLASH'에 드러머로 참여하는 등 단발성이지만 육아에 지장이없는 한, 뮤지션으로서의 활동도하고있다.
2007년 자기 히트송 "渡良瀬橋기념비의 "노래 の が아시카에渡良瀬橋곁에 완성. 또한 이달에는닛산 페스타의 CF 노래가 발표되었다.
2008년 12월 6일 사무소의 후배인 シャ 乱 질문결성 20 주년 기념 "스무살의 샤란 Q 모두 축하이다!일본 무도관페스티벌 ~ 길어 ~ "에 게스트로 출연, 9년 만에 공공연히 "渡良瀬橋 "(키보드 연주로 피로)와"기분 좋게"2 곡을 불렀다.
2009년 4월 24일 러닝우리들의 음악(후지)에서 친분이 있는 와타세 마키와 대담을 하고, 10년만의 TV 출연이다.
2009년 11월 20일 러닝뮤직 스테이션(아사히)에서는이나가키 쥰이치와 "비"를 듀엣으로 선보이며, 이 프로그램에 10년 만에 출연했다. 또한 12월 2일의 FNS 가요제(후지 TV)에 출연, 이나가키와 듀엣뿐만 아니라 13년 만에 "渡良瀬橋"를 선보였다.
하우스 "자바 카레"의 CM (2004년~2008년)에서는 남편 에구치 요스케와 함께 출연했다.

### 2010년대
NPO 법인 일본 마더스 협회 제 3 회 최고의 메인 상품 2010 음악 부문을 수상했다.